# グセルクマブ
グセルクマブ（Guselkumab）は、インターロイキン-23に対するモノクローナル抗体である。尋常性乾癬などの治療に用いられる。開発コードはCNTO-1959。

## 効能・効果
日本での効能・効果は、尋常性乾癬、関節症性乾癬、膿疱性乾癬、乾癬性紅皮症、掌蹠膿疱症 である。
米国では成人の中等度から重度の尋常性乾癬および乾癬性関節炎の治療を適応としている。

## 副作用
重大な副作用として、重篤な感染症ならびに重篤な過敏症が知られている。
グセルクマブは免疫系シグナル分子の放出を低下させるため、細菌、ウイルス、真菌による感染症にかかるリスクが高くなる可能性がある。 このため、グセルクマブによる治療を検討している乾癬患者は、グセルクマブによる治療の前に結核感染のスクリーニングを受ける必要がある。
グセルクマブの主な副作用は、上気道感染症、頭痛、注射部位反応、関節痛、下痢、胃腸炎、真菌性皮膚感染症、単純ヘルペス感染症などである。 グセルクマブは新薬であるため、長期的な影響は十分に把握されていない。

## 作用機序
Guselkumabは、IL-23サブユニットα（p19サブユニット）を標的とし、IL-23の存在に因って活性化される細胞受容体への結合を阻害する。

## 薬物動態
- Cmax：8.09 µg/mL
- tmax：5.5 日
- 分布容積：13.5 L
- 見掛けのクリアランス：0.516 L/日[4]

## 承認
2017年7月、米国で尋常性乾癬の治療薬としての承認を取得した。
2018年3月、日本で尋常性乾癬、関節症性乾癬、膿疱性乾癬、乾癬性紅皮症の治療薬として承認された。
2018年11月、日本で国内初の掌蹠膿疱症の治療薬として承認された。
2020年7月、米国で活動性乾癬性関節炎（PsA）の治療薬としての初のIL-23阻害剤として承認された。

## 研究開発
グセルクマブは、アダリムマブおよびウステキヌマブと比較する形で第III相臨床試験が実施された。
“VOYAGE 1”および“VOYAGE 2”の第III相臨床試験（米国ClinicalTrials.gov ID：NCT02207231およびNCT02207231）では、グセルクマブの安全性および有効性がプラセボならびにアダリムマブと比較された。予備的な結果では、グセルクマブを使用した患者では、他の治療法を採った患者に比べて有意に高い割合で皮疹が消失した。また、16週目にPASI 90（ベースラインからのPASIスコアの90％低下）を達成した患者は、グセルクマブ群：73.3％ 対 アダリムマブ群：49.7％、PASI 75（ベースラインからのPASIスコアの75％低下）を達成した患者は、グセルクマブ群：91.2％ 対 アダリムマブ群：73.1％ であった。
第3相臨床試験“NAVIGATE”（ClinicalTrials.gov ID：NCT02203032）では、ウステキヌマブによる治療で効果が不充分だった患者のみを対象とした。その結果、ウステキヌマブからグセルクマブに変更した患者については、ウステキヌマブを継続した患者よりも良好な結果が得られた。

## 参考資料
1. 1 2  “Tremfya- guselkumab injection”. DailyMed. 2021年1月22日閲覧。
2. 1 2 3  Guselkumab Injection: MedlinePlus Drug Information
3. ↑   Guselkumab. (2012). PMID 31643594.
4. 1 2 3 4  “Guselkumab: First Global Approval”. Drugs 77 (13):  1487–1492. (Sep 2017). doi:10.1007/s40265-017-0800-7. PMID 28819723.
5. 1 2  “トレムフィア皮下注100mgシリンジ 添付文書”. www.info.pmda.go.jp.   PMDA. 2021年4月29日閲覧。
6. ↑  Drug Approvals and Databases > Drug Trials Snapshots: TREMFYA
7. 1 2 3  “Guselkumab for the Treatment of Psoriasis: A Review of Phase III Trials”. Dermatology and Therapy 7 (3):  281–292. (Jun 2017). doi:10.1007/s13555-017-0187-0. PMC 5574739. PMID 28639011.
8. ↑  “Novel p19 protein engages IL-12p40 to form a cytokine, IL-23, with biological activities similar as well as distinct from IL-12”. Immunity 13 (5):  715–25. (Jan 2001). doi:10.1016/S1074-7613(00)00070-4. PMID 11114383.
9. ↑  Novel Drug Approvals for 2017
10. ↑  “MorphoSys' licensee Janssen receives Japanese approval for Tremfya to treat moderate to severe forms of psoriasis & psoriatic arthritis”. pharmabiz.com. 2018年6月5日閲覧。
11. ↑  “日本初のヒト型抗ヒトIL-23p19モノクローナル抗体製剤 「トレムフィア®皮下注100mgシリンジ」、 乾癬治療薬として製造販売承認を取得”. Janssen Pharmaceutical K.K.. 2021年4月29日閲覧。
12. ↑  “ヒト型抗ヒトIL-23p19モノクローナル抗体製剤 「トレムフィア®皮下注100mgシリンジ」、 生物学的製剤で日本初の掌蹠膿疱症治療薬として適応追加承認を取得”. Janssen Pharmaceutical K.K.. 2021年4月29日閲覧。
13. ↑  “FDA approves Tremfya (guselkumab) for psoriatic arthritis” (英語). www.mdedge.com. 2020年7月15日閲覧。
14. ↑  “DGAP-News: MororphoSys's Licensee Janssen Announces Approval of Tremfya (Guselkumab) by U.S. FDA for Treatment of Adults with Active Psoriatic Arthritis” (英語). Bloomberg.com. (2020年7月14日) 2020年9月6日閲覧。
15. ↑  Janssen Wins FDA Approval for Plaque Psoriasis Treatment Tremfya. July 2017